# Onzena temporada de Supernatural
L'onzena temporada de Supernatural, una sèrie de televisió de fantasia i horror creada per Eric Kripke, es va estrenar el 7 d'octubre de 2015 en The CW i va concloure el 25 de maig de 2016. La temporada va consistir en 23 episodis i es va transmetre els Dimecres a les 9:00 pm (ET). Aquesta és la quarta i última temporada amb Jeremy Carver com showrunner. La temporada serà llançada en DVD i Blu-ray a la regió 1 el 6 de setembre de 2016.

## Elenc

### Personatges principals
- Jared Padalecki com Sam Winchester
- Jensen Ackles com Dean Winchester
- Misha Collins com Castiel
- Mark A. Sheppard com Crowley

### Estrelles convidades
- Ruth Connell com Rowena
- Curtis Armstrong com Metatron
- Kathryn Newton com Claire Novak
- Briana Buckmaster com a Xèrif Donna Hanscum
- Kim Rhodes com a Xèrif Jody Mills
- Jim Beaver com Bobby Singer

## Lista de episodis [editar código · editar]
| No. | Título                               | Dirigido Por            | Escrito Por                       | Fecha de emisión     | Audiencia |
| --- | ------------------------------------ | ----------------------- | --------------------------------- | -------------------- | --------- |
| 1 | "Out of the Darkness, Into the Fire" | Robert Singer           | Jeremy Carver                     | 7 de octubre de 2015 | 1.94      |
| Com a resultat en el final de la temporada 10, la Foscor sent alliberada, Sam i Dean coneixen a una jove suplent del xèrif anomenada Jenna qui diu que la gent s'ha tornat rabiosa i matant-se els uns als altres. Un home l'esposa del qual ha mort té una bebè nounat amb ell però és infectat. Ell insisteix a donar-li la bebè a Jenna i els Winchesters, nomenant-la Amara abans que mori. Dean és caçat per una visió de la Foscor dient-li que ell la va alliberar i que ara estan enllaçats sempre ajudant-se mútuament. Dean vol matar als infectats i escapar amb la bebè però Sam vol intentar guarir-los. Sam actua com una distracció permetent a Dean i Jenna escapar, encara que Sam s'infecta. Castiel lluita per controlar-se a si mateix d'infligir més violència a causa de l'encanteri de Rowena, i és capturat per dos àngels quan ell prega per ajuda. Crowley es reagrupa després d'escapar per poc de l'atemptat de Castiel contra la seva vida, al escoltar que La Foscor ha activat antigues alarmes tant en el Cel com en l'Infern. Mentre Jenna està canviant el bolquer d'Amara, ella veu la Marca de Caín en la seva espatlla esquerra. |                                      |                         |                                   |                      |           |
| 2 | Form and void                        | Phil Sgriccia           | Andrew Debb                       | 14/10/15             |           |
| Dean ajuda a Jenna a que torni a casa fora de perill i després es posa en marxa per ajudar al Sam a tractar amb una ciutat infectada per un misteriós i mortal gas. No obstant això quan Jenna cau en mans perilloses, truca a Dean perquè l'ajudi i Sam li diu que torni. Desafortunadament per a Sam, ell no és capaç de manejar a la gent del poble tan fàcilment com pensava. |                                      |                         |                                   |                      |           |
| 3 | The Bad Seed                         | Jensen Ackles           | Brad Buckner& Eugenie Ross-Leming | 20/10/15             |           |
| Mentre Rowena intenta consolidar el seu poder per protegir-se dels Winchesters, Sam i Dean busquen el bebè perdut connectat a la Foscor. Mentrestant, Castiel lluita per sanar i Crowley tracta de trobar una manera d'usar a la Foscor per al seu propi benefici. |                                      |                         |                                   |                      |           |
| 4 | Baby                                 | Thomas J. Wright        | Robbie Thompson                   | 28/10/15             |           |
| Aquest capítol transcorre completament des del punt de vista del Imapla. |                                      |                         |                                   |                      |           |
| 5 | Thin Lizzie                          | 11rashaad Ernesto Green | Nancy Won                         | 04/11/15             |           |
| Sam i Dean investiguen una sèrie de morts en un local B&B, que resulta ser l'antiga casa de Lizzie Brodin. Quan un home local, Len, els diu que va veure a una nena al voltant del B&B sobre l'hora dels assassinats, els germans s'adonen que Amara pot ser la responsable. |                                      |                         |                                   |                      |           |
| 6 | Our Little World                     | John Showalter          | Robert Berens                     | 11/11/15             |           |
| Castiel busca a Metatron perquè l'ajudi a detenir a la Foscor, Malgrat tot, Metraton està bastat satisfet amb la seva nova vida com videògrafo independent per a les notícies locals i no està disposat a ajudar els Winchester. Mentrestant, Crowley està perdent el seu domini sobre l'Amara. |                                      |                         |                                   |                      |           |
| 7 | Plush                                | Tim Andrew              | Eric Chamelo& Nicole Synder       | 18/11/15             |           |
| La xèrif Dona truca al Sam i al Dean perquè l'ajudin, després d'un horrible assassinat amb elements supernaturals succeït al seu poble. Sam contínua tenint visions i demana ajuda a Déu, la qual cosa frustra a Dean. |                                      |                         |                                   |                      |           |
| 8 | Just my Imagination                  | Richard Speight Jr.     | Jenny Klein                       | 02/12/15             |           |
| Sam se sorprèn quan el seu amic imaginari, Sully apareix inesperadament. Sam intenta entendre perquè està veient a Sully. Més sorprenent encara és que Dean també pot veure'l. |                                      |                         |                                   |                      |           |
| 9 | O Brother Where Art Thou?            | Robert Singer           | Eugenie Ross-Leming& Brad Buckner | 09/12/15             |           |
| Amara deslliga el seu poder sobre la gent d'un poble local com a desafiament impactant. Dean intenta entendre millor el poder que Amara té sobre ell. Mentre que Sam i Crowley elaboren un pla que podria tenir unes conseqüències desastroses. |                                      |                         |                                   |                      |           |
| 10 | The devil in the Details             | Thomas J. Wright        | Andrew Dabb                       | 20/01/16             |           |
| Ara que té a Sam a la gàbia amb ell, Llucifer li ofereix una sortida, però ve amb un preu molt alt. |                                      |                         |                                   |                      |           |
| 11 | Into de Mystic                       | John Badham             | Eric Kripke & Robbie Thompson     | 27/01/16             |           |
| Sam i Dean investiguen un cas on la gent sofreix violentes morts després d'escoltar un so misteriós. |                                      |                         |                                   |                      |           |
| 12 | Don't You Forget About Me            | Stefan Pleszczynski     | Eric Kripke &Nancy Won            | 03/02/16             |           |
| Claire creu que els recents assassinats al poble són deguts a fenòmens supernaturals i demana a Sam i Dean que investiguin. De totes maneres la Xèrif Mills els diu als nois que Claire s'ha estat ficant en problemes i ha estat atacant a gent normal acusant-los de ser monstres. |                                      |                         |                                   |                      |           |
| 13 | Love Hurts                           | Phil Sgriccia           | Eric C. Charmelo                  | 10/02/16             |           |
| Sam i Dean investiguen una sèrie d'assassinats durant el dia de Sant Valentí, i descobreixen que estan bregant amb un a antiga maledicció. Una vegada besat per la maledicció, la persona està marcada per morir. |                                      |                         |                                   |                      |           |
| 14 | The Vessel                           | John Badham             | Robert Berens                     | 17/02/16             |           |
| Sam i Dean convencen a Llucifer perquè els enviï al passat per trobar una “mà de Déu” la qual podria destruir a Amara. |                                      |                         |                                   |                      |           |
| 15 | Beyond The Mat                       | Jerry Wanek             | John Bring                        | 24/02/16             |           |
| Sam i Dean assisteixen a un partit de lluita lliure per reviure un dels seus millors records, però quan un jugador mor, sospiten de joc brut. |                                      |                         |                                   |                      |           |
| 16 | Safe House                           | Stefan Pleszczynski     | Robbie Thompson                   | 23/03/16             |           |
| Després que una criatura perillosa apareix en una casa vella, una mare i el seu nen cauen en coma. Sam i Deam descobreixen que Bobby i Rufus van rastrejar a la mateixa criatura, així els Winchester miren al passat per atrapar al monstre abans que algú mori. |                                      |                         |                                   |                      |           |
| 17 | Red Meat                             | Nina Lopez-Corrado      | Robert Barens                     | 30/03/16             |           |
| Sam i Dean lluiten contra un parell d'homes llop que han capturat a dos victimes. Just quan els germans estan a punt de guanyar, un dels homes llop dispara a Sam. Dean treu al seu germà i a les víctimes de la casa, però té a un grup d'homes llop esperant per matar-los a tots. |                                      |                         |                                   |                      |           |
| 18 | Hell's Angel                         | Philip Sgriccia         | Brad Buckner                      | 06/04/16             |           |
| Llucifer tracta d'afirmar-se en el cel. Crowley li diu a Sam i Dean que han de derrocar a Llucifer. |                                      |                         |                                   |                      |           |
| 19 | The Chitters                         | Eduardo Sánchez         | Nncy Won                          | 27/04/16             |           |
| Sam i Dean estan de visita en un petit poble a Colorado on la gent està desapareixent misteriosament cada 27 anys. Mentre estan investigant es troben a un parell de caçadors buscant venjança. |                                      |                         |                                   |                      |           |
| 20 | Don't Call Me Shurley                | Robert Singer           | Robbie Thompson                   | 04/05/16             |           |
| Amara deslliga la seva fosca boira en un petit poble que fa emmalaltir a tothom. Dean i Sam descobreixen que és una versió més forta de l'original virus d'Amara. |                                      |                         |                                   |                      |           |
| 21 | All in the Family                    | Thomas J. Wright        | Eugenie Ross-Leming               | 11/05/16             |           |
| Preocupats per Castiel, Dean i Sam creen un pla per rescatar a Llucifer de les arpes d'Amara. |                                      |                         |                                   |                      |           |
| 22 | We Happy Few                         | John Badham             | Robert Berens                     | 18/05/16             |           |
| Sam i Dean s'enfronta al seu major desafiament fins al moment. Rowena fa el seu moviment |                                      |                         |                                   |                      |           |
| 23 | Alpha and Omega                      | Philip Sgriccia         | Andrew Dabb                       | 25/05/16             |           |
| Chuck intenta tancar a Amara per sempre, però durant l'enfrontament apareixen algunes complicacions inesperades. |                                      |                         |                                   |                      |           |

1. ↑  Swift, Andy. «The CW Sets Fall Premiere Dates for Vampire Diaries, Flash, Arrow and More Arxivat 2015-06-26 a Wayback Machine.».  TVLine, 24-06-2015. [Consulta: 24 juny 2015].
2. ↑  Lambert, David. «Supernatural - Warner Press Release Announces 'The Complete 11th Season' Arxivat 2016-06-03 a Wayback Machine.».  TVShowsOnDVD.com, 01-06-2016. [Consulta: 2 juny 2016].
3. ↑  «Supernatural».